# Verkondigingskathedraal (Kazan)
De Verkondigingskathedraal (Russisch: Благовещенский собор) of Annunciatiekathedraal is een Russisch-orthodoxe kathedraal in het kremlin van de Russische stad Kazan. In de architectuur van de kathedraal worden elementen uit de Pskovse, Moskouse, Vladimirse en Oekraïense bouwscholen verenigd. Het is de oudste kerk van Kazan.

## Geschiedenis
Een eerste Verkondigingskerk werd door Ivan IV gebouwd op 4 oktober 1552. Het betrof een gebouw van hout en werd gewijd aan de aankondiging van de Heer. Reeds in de jaren 1555-1562 werd een kathedraal van witte steen gebouwd met vijf koepels, drie apsissen en zes steunpilaren. In de 17e eeuw werd een vijf verdiepingen tellende klokkentoren gebouwd. De helmvormige koepels van de kathedraal werden in de 18e eeuw vervangen door uivormige koepels. Na de grote brand die in 1815 het kremlin trof, moest de kathedraal in de jaren 1817-1821 worden herbouwd. Later, in 1841, werden volgens ontwerp van F.I. Petond twee apsissen en een forse refter toegevoegd. Pas in de tweede helft van de 19e eeuw werd het interieur van de kathedraal door de beroemde iconenschilder N.L. Safonov voorzien van beschildering, al zijn er (met name in het westelijke deel) ondanks de branden die het gebouw trof ook nog fresco's van oudere datum. Tot 1918 gold de Verkondigingskathedraal als hoofdkathedraal van het bisdom Kazan. Het belangrijkste reliek van de kathedraal was eeuwenlang de schrijn van de bouwer van de kathedraal, bisschop Goerija. In 1841 ontdekte men bij reconstructiewerkzaamheden de cel van de bisschop, waar hij in eenzaamheid placht te bidden. De cel werd voor lange tijd een belangrijke bestemming voor pelgrimstochten.

## Sovjetperiode
Vrijwel onmiddellijk na de Oktoberrevolutie werd de kathedraal gesloten omdat het kremlin aangewezen werd als militair terrein. Van 1920-1925 werden erediensten weer tijdelijk toegestaan. De kathedraal werd in 1925 definitief gesloten. Er was in verband met het nijpende tekort aan bouwmaterialen reeds toestemming gegeven om de kathedraal, net als andere kerken in de omgeving, te ontmantelen. Met de afbraak was reeds een begin gemaakt door de sloop van de klokkentoren, galerij, de koepels en de trappen. Volledige afbraak werd voorkomen door vestiging van het staatsarchief in de voormalige kathedraal. Van de rijke iconencollectie van de kathedraal zijn slechts enkele bewaard gebleven in het Museum voor Schone Kunsten. In de jaren 1977-1984 volgde een restauratie van de kathedraal, waarbij het gebouw teruggebracht werd naar de vorm van 1841.

## Heropening
In 1996 werd de kathedraal overgedragen aan het Kremlinmuseum. De laatste restauratie dateert van 1996-2006, daarbij ontdekte men nog een oud fresco van de Moeder Gods van Kazan. Op 19 juli 2005 werd de kathedraal opnieuw gewijd door de aartsbisschop van Kazan. Tegenwoordig is de kathedraal weer dagelijks geopend voor gelovigen.